# Hertali (erupční zóna)
Härtali (jiný přepis: Hertali) nebo Härtale (jiný přepis: Hertale) je trhlinová erupční zóna tvořená převážně bazalty, nacházející se na jižním konci roviny Awaš[zdroj?] v Etiopii. Údaje o poslední aktivitě nejsou k dispozici, ale na základě svěže vypadajících hornin se jejich stáří odhaduje na holocén.